# Мадлен де ла Тур-д’Овернь
Мадлен де ла Тур, герцогиня Урбино, (фр. Madeleine de La Tour d'Auvergne; ок. 1500 — 28 апреля 1519) — представительница старшей ветви дворянского дома де ла Тур д’Овернь, (фр. La Tour d'Auvergne), младшая дочь Жана IV (V) де ла Тур-д’Овернь (1467 — 28 марта 1501), графа Оверни и Жанны де Бурбон-Вандом (1465—1511). Она была предпоследней представительницей владетельного дома де ла Тур д’Овернь.

## Брак
Вышла замуж за Лоренцо II ди Пьеро де Медичи в замке Амбуаз, (фр. Château d'Amboise) 5 мая 1518 года. Брак этот был устроен папой Львом X, желавшем заручиться поддержкой французского короля Франциска I. После свадьбы жила с мужем в своих владениях Оверни. В сентябре 1518 года по желанию папы супруги переехали во Флоренцию и поселились во дворце Медичи на Виа Ларга. 
13 апреля 1519 года Мадлена родила дочь, будущую королеву Франции Екатерину Медичи (1519— 1589), и спустя две недели умерла от послеродовой горячки. Лоренцо Медичи скончался через шесть дней после жены от туберкулёза лёгких, усугубленного сифилисом. Оба похоронены в капелле Медичи в церкви Сан-Лоренцо в гробнице, созданной Микеланджело.
Старшая сестра Мадлен, Анна, которая унаследовала графство Овернь после смерти отца и вышла замуж за Джона Стюарта, второго герцога Олбани, пережила её всего на пять лет, умерев бездетной, после чего графства Овернь, Булонь и баронство Ла Тур перешли к Екатерине Медичи и позже к французской короне.